# 리빙 시어터
리빙 시어터(The Living Theatre)는 미국 연극의 극단이다.
줄리안 베크와 그의 부인이며 여배우인 주디스 마리너에 의해 1947년 오프 브로드웨이 레퍼토리 극단으로 창단되어 새롭고 실험적인 연극을 공연하고 있다. 1951년 그들의 극장에서 겔버의 <코넥션>을 공연(1959), 큰 주목을 받았다. 그들의 대표적인 공연으로는 <영창>(케네디 브라운 작), <프랑켄시타인> <파라다이스 나무> 등인데 그들의 독특한 스타일과 철학은 미국뿐만 아니라 유럽에서도 큰 물의를 일으켰다.